# Bénye
Bénye là một thị trấn thuộc hạt Pest, Hungary. Thị trấn này có diện tích 16,52 km², dân số năm 2010 là 1257 người, mật độ 76 người/km².